# 52 Broadway
52 Broadway, anteriormente conocido como Exchange Court Building o Chemical Bank Building, es un edificio de gran altura en Broadway y Exchange Place en el distrito financiero del Lower Manhattan, en Nueva York. Fue construido originalmente con 12 pisos en 1898 por los arquitectos Clinton y Russell, pero entre 1980 y 1982 fue profundamente alterado y despojado de toda su fachada por Emery Roth & Sons. Actualmente es un edificio modular de estilo moderno que mide 67,5 m de altura y tiene 20 pisos.

## Inquilinos
En septiembre de 1903, el Consolidated National Bank firmó un contrato de arrendamiento por cinco años en alrededor de 2500 pies cuadrados de planta baja en el Exchange Court Building, que estaba ubicado en la esquina de Broadway y Exchange Place.
El estudio de arquitectura naval Gielow & Orr tenía su sede en el edificio a principios del siglo XX. La Federación Unida de Maestros tiene actualmente su sede en el edificio.